# Lagaroceras australis
Lagaroceras australis är en tvåvingeart som beskrevs av Deeming 1981. Lagaroceras australis ingår i släktet Lagaroceras och familjen fritflugor. Inga underarter finns listade i Catalogue of Life.